# Eneco Tour 2013
De 9e editie van de Eneco Tour als onderdeel van de UCI World Tour begon op maandag 12 augustus 2013 in Koksijde in België en eindigde op 18 augustus 2013 op de Muur van Geraardsbergen. De ronde maakte deel uit van de UCI World Tour 2013. Titelverdediger was de Nederlander Lars Boom. Eindwinnaar werd de Tsjech Zdeněk Štybar. Boom won dit jaar niet het eindklassement maar wel het puntenklassement. Het strijdlustklassement werd gewonnen door de Belg Laurens De Vreese.

## Deelnemende ploegen
| 19 UCI World Tour-ploegen | 19 UCI World Tour-ploegen | 19 UCI World Tour-ploegen | wildcards                   |
| ------------------------- | ------------------------- | ------------------------- | --------------------------- |
| AG2R-La Mondiale          | FDJ.fr                    | Omega Pharma-Quick Step   | Topsport Vlaanderen-Baloise |
| Argos-Shimano             | Team Garmin-Sharp         | Orica-GreenEdge           | Accent-Wanty                |
| Astana Pro Team           | Lampre-Merida             | RadioShack-Leopard        |                             |
| Belkin Pro Cycling        | Lotto-Belisol             | Saxo-Tinkoff              |                             |
| BMC Racing Team           | Katjoesja Team            | Sky ProCycling            |                             |
| Cannondale Pro Cycling    | Team Movistar             | Vacansoleil-DCM           |                             |
| Euskaltel-Euskadi         |                           |                           |                             |

## Etappe-overzicht
| Etappe | Datum       | Start          | Finish         | Afstand  | Type                | Winnaar            | Klassementsleider |
| ------ | ----------- | -------------- | -------------- | -------- | ------------------- | ------------------ | ----------------- |
| 1e     | 12 augustus | Koksijde       | Ardooie        | 175,3 km | Vlakke rit          | Mark Renshaw       | Mark Renshaw      |
| 2e     | 13 augustus | Ardooie        | Vorst          | 176,9 km | Heuvelrit           | Arnaud Démare      | Arnaud Démare     |
| 3e     | 14 augustus | Oosterhout     | Brouwersdam    | 187,3 km | Vlakke rit          | Zdeněk Štybar      | Arnaud Démare     |
| 4e     | 15 augustus | Essen          | Nieuwkuijk     | 169,6 km | Vlakke rit          | André Greipel      | Lars Boom         |
| 5e     | 16 augustus | Sittard-Geleen | Sittard-Geleen | 13,2 km  | Individuele tijdrit | Sylvain Chavanel   | Lars Boom         |
| 6e     | 17 augustus | Riemst         | Aywaille       | 150 km   | Heuvelrit           | David López García | Tom Dumoulin      |
| 7e     | 18 augustus | Tienen         | Geraardsbergen | 208 km   | Heuvelrit           | Zdeněk Štybar      | Zdeněk Štybar     |

## Deelnemende Belgen en Nederlanders

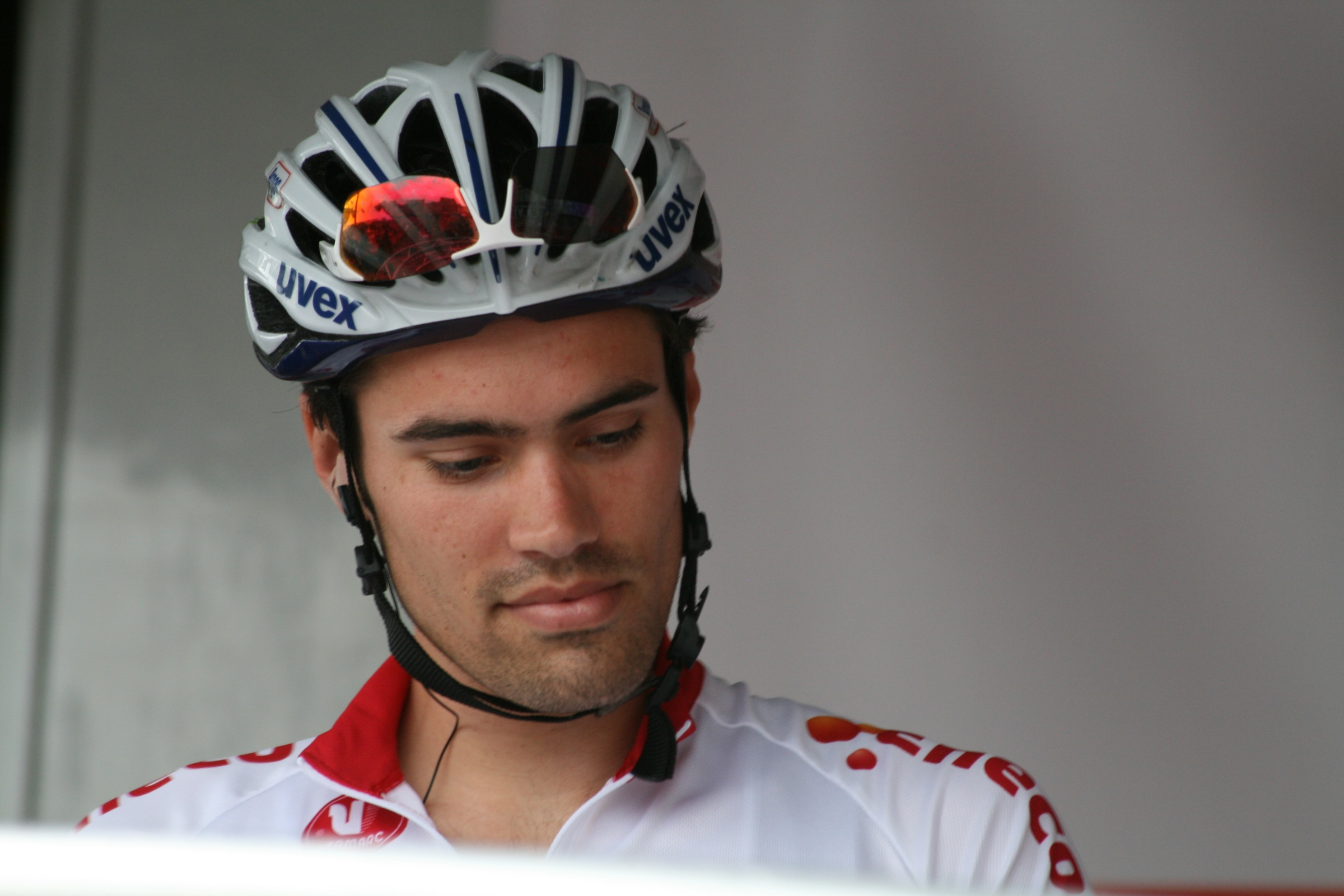
Tom Dumoulin in de witte leiderstrui bij de start van de laatste rit in Tienen.

| Naam                     | Rugnummer | Nationaliteit | Ploeg                       | Uitslag |
| ------------------------ | --------- | ------------- | --------------------------- | ------- |
| Lars Boom                | 1         | Nederland     | Belkin Pro Cycling          | 11      |
| Theo Bos                 | 2         | Nederland     | Belkin Pro Cycling          | DNF     |
| Wilco Kelderman          | 4         | Nederland     | Belkin Pro Cycling          | 7       |
| Bram Tankink             | 6         | Nederland     | Belkin Pro Cycling          | 36      |
| Maarten Tjallingii       | 7         | Nederland     | Belkin Pro Cycling          | 107     |
| Jos van Emden            | 8         | Nederland     | Belkin Pro Cycling          | 75      |
| Philippe Gilbert         | 11        | België        | BMC Racing Team             | DNF     |
| Klaas Lodewyck           | 14        | België        | BMC Racing Team             | 70      |
| Gert Steegmans           | 21        | België        | Omega Pharma-Quick-Step     | DNF     |
| Kevin De Weert           | 23        | België        | Omega Pharma-Quick-Step     | 15      |
| Stijn Vandenbergh        | 24        | België        | Omega Pharma-Quick-Step     | 32      |
| Niki Terpstra            | 27        | Nederland     | Omega Pharma-Quick-Step     | 14      |
| Guillaume Van Keirsbulck | 28        | België        | Omega Pharma-Quick-Step     | 72      |
| Karsten Kroon            | 35        | Nederland     | Team Saxo-Tinkoff           | 35      |
| Pim Ligthart             | 51        | Nederland     | Vacansoleil-DCM             | 67      |
| Johnny Hoogerland        | 53        | Nederland     | Vacansoleil-DCM             | 16      |
| Björn Leukemans          | 54        | België        | Vacansoleil-DCM             | 22      |
| Boy van Poppel           | 55        | Nederland     | Vacansoleil-DCM             | 37      |
| Frederik Veuchelen       | 56        | België        | Vacansoleil-DCM             | 80      |
| Danny van Poppel         | 57        | Nederland     | Vacansoleil-DCM             | 50      |
| Lieuwe Westra            | 58        | Nederland     | Vacansoleil-DCM             |         |
| Jens Debusschere         | 62        | België        | Lotto-Belisol               | 60      |
| Gert Dockx               | 63        | België        | Lotto-Belisol               | 40      |
| Jürgen Roelandts         | 64        | België        | Lotto-Belisol               | 45      |
| Tim Wellens              | 65        | België        | Lotto-Belisol               | 31      |
| Frederik Willems         | 66        | België        | Lotto-Belisol               | DNF     |
| Sander Cordeel           | 67        | België        | Lotto-Belisol               | DNF     |
| Jonas Van Genechten      | 68        | België        | Lotto-Belisol               | 105     |
| Stijn Devolder           | 71        | België        | RadioShack-Leopard          | DNF     |
| Maxime Monfort           | 75        | België        | RadioShack-Leopard          | 10      |
| Jan Bakelants            | 75        | België        | RadioShack-Leopard          | 4       |
| Raymond Kreder           | 104       | Nederland     | Team Garmin-Sharp           | DNF     |
| Nick Nuyens              | 106       | België        | Team Garmin-Sharp           | 19      |
| Johan Vansummeren        | 108       | België        | Team Garmin-Sharp           | DNF     |
| Roy Curvers              | 112       | Nederland     | Argos-Shimano               | 95      |
| Koen de Kort             | 113       | Nederland     | Argos-Shimano               | 66      |
| Tom Dumoulin             | 115       | Nederland     | Argos-Shimano               | Zilver  |
| Albert Timmer            | 117       | Nederland     | Argos-Shimano               | DNF     |
| Tom Veelers              | 118       | Nederland     | Argos-Shimano               | 93      |
| Sebastian Langeveld      | 136       | Nederland     | Orica-GreenEdge             | 42      |
| Jens Mouris              | 137       | Nederland     | Orica-GreenEdge             | DNF     |
| Pieter Weening           | 138       | Nederland     | Orica-GreenEdge             | 8       |
| Jens Keukeleire          | 139       | België        | Orica-GreenEdge             | 30      |
| David Boucher            | 183       | België        | FDJ.fr                      | 78      |
| Laurens De Vreese        | 191       | België        | Topsport Vlaanderen-Baloise | 52      |
| Tim Declercq             | 192       | België        | Topsport Vlaanderen-Baloise | 17      |
| Pieter Jacobs            | 193       | België        | Topsport Vlaanderen-Baloise | 61      |
| Gijs Van Hoecke          | 194       | België        | Topsport Vlaanderen-Baloise | 44      |
| Michael Van Staeyen      | 195       | België        | Topsport Vlaanderen-Baloise | DNF     |
| Sven Vandousselaere      | 196       | België        | Topsport Vlaanderen-Baloise | DNF     |
| Pieter Vanspeybrouck     | 197       | België        | Topsport Vlaanderen-Baloise | DNF     |
| Jelle Wallays            | 198       | België        | Topsport Vlaanderen-Baloise | 100     |
| Stefan van Dijk          | 204       | Nederland     | Accent-Wanty                | DNF     |
| Jurgen Van Goolen        | 205       | België        | Accent-Wanty                | 43      |
| Grégory Habeaux          | 206       | België        | Accent-Wanty                | DNF     |
| James Vanlandschoot      | 207       | België        | Accent-Wanty                | 84      |
| Benjamin Verraes         | 208       | België        | Accent-Wanty                | 98      |
| Staf Scheirlinckx        | 210       | België        | Accent-Wanty                | 89      |

## Deelnemende Nationale kampioenen
| Naam                     | Rugnummer | Nationaliteit       | Ploeg                       | Uitslag |
| ------------------------ | --------- | ------------------- | --------------------------- | ------- |
| Philippe Gilbert         | 11        | België              | BMC Racing Team             | DNF     |
| Sylvain Chavanel (ITR)   | 22        | Frankrijk           | Omega Pharma-Quick-Step     | 6       |
| Johnny Hoogerland        | 53        | Nederland           | Vacansoleil-DCM             | 16      |
| Lieuwe Westra            | 58        | Nederland           | Vacansoleil-DCM             | DNF     |
| André Greipel            | 61        | Duitsland           | Lotto-Belisol               | 54      |
| Stijn Devolder           | 71        | België              | RadioShack-Leopard          | DNF     |
| Bob Jungels              | 74        | Luxemburg           | RadioShack-Leopard          | 21      |
| Bob Jungels (ITR)        | 74        | Luxemburg           | RadioShack-Leopard          | 21      |
| Vladimir Isajtsjev       | 93        | Rusland             | Katjoesja                   | DNF     |
| Gatis Smukulis (ITR)     | 96        | Letland             | Katjoesja                   | DNF     |
| Luke Durbridge           | 132       | Australië           | Orica-GreenEdge             | 68      |
| Luke Durbridge (ITR)     | 132       | Australië           | Orica-GreenEdge             | 68      |
| Daryl Impey (ITR)        | 134       | Zuid-Afrika         | Orica-GreenEdge             | 5       |
| Brian Vandborg (ITR)     | 147       | Denemarken          | Cannondale Pro Cycling Team | DNF     |
| Maciej Bodnar (ITR)      | 149       | Polen               | Cannondale Pro Cycling Team | 49      |
| Alex Dowsett (ITR)       | 153       | Verenigd Koninkrijk | Team Movistar               | DNF     |
| Ioannis Tamouridis       | 178       | Griekenland         | Euskaltel-Euskadi           | 82      |
| Ioannis Tamouridis (ITR) | 178       | Griekenland         | Euskaltel-Euskadi           | 82      |

## Etappe-uitslagen

### 1e etappe
| Koksijde - Ardooie (175,3 km) |                     |                     |          |
| Plaats                        | Naam                | Ploeg               | Tijd     |
| Winnaar                       | Mark Renshaw        | Belkin Pro Cycling  | 4u01'14" |
| 2                             | André Greipel       | Lotto-Belisol       | + 2"     |
| 3                             | Giacomo Nizzolo     | RadioShack-Leopard  | z.t.     |
|                               |                     |                     |          |
| 7                             | Michael Van Staeyen | Topsport Vlaanderen | z.t.     |
| 20                            | Lars Boom           | Belkin Pro Cycling  | z.t.     |

| Algemeen klassement |               |                     |          |
| Plaats              | Naam          | Ploeg               | Tijd     |
| Witte trui          | Mark Renshaw  | Belkin Pro Cycling  | 4u01'04" |
| 2                   | André Greipel | Lotto-Belisol       | + 6"     |
| 3                   | Pieter Jacobs | Topsport Vlaanderen | + 7"     |
|                     |               |                     |          |
| 6                   | Lars Boom     | Belkin Pro Cycling  | + 9"     |

### 2e etappe
| Ardooie - Vorst (176,9 km) |                  |                    |          |
| Plaats                     | Naam             | Ploeg              | Tijd     |
| Winnaar                    | Arnaud Démare    | FDJ.fr             | 4u03'34" |
| 2                          | Philippe Gilbert | BMC Racing Team    | z.t.     |
| 3                          | Tyler Farrar     | Garmin-Sharp       | z.t.     |
|                            |                  |                    |          |
| 9                          | Lars Boom        | Belkin Pro Cycling | z.t.     |

| Algemeen klassement |                  |                    |          |
| Plaats              | Naam             | Ploeg              | Tijd     |
| Witte trui          | Arnaud Démare    | FDJ.fr             | 8u04'40" |
| 2                   | Mark Renshaw     | Belkin Pro Cycling | + 3"     |
| 3                   | Philippe Gilbert | BMC Racing Team    | + 4"     |
|                     |                  |                    |          |
| 5                   | Lars Boom        | Belkin Pro Cycling | + 7"     |

### 3e etappe
| Oosterhout - Brouwersdam (187,3 km) |                     |                         |          |
| Plaats                              | Naam                | Ploeg                   | Tijd     |
| Winnaar                             | Zdeněk Štybar       | Omega Pharma-Quick-Step | 4u14'00" |
| 2                                   | Maximiliano Richeze | Lampre-Merida           | z.t      |
| 3                                   | Lars Boom           | Belkin Pro Cycling      | z.t      |
|                                     |                     |                         |          |
| 15                                  | Gert Steegmans      | Omega Pharma-Quick-Step | +2"      |

| Algemeen klassement |                  |                         |           |
| Plaats              | Naam             | Ploeg                   | Tijd      |
| Witte trui          | Arnaud Démare    | FDJ.fr                  | 12u18'42" |
| 2                   | Lars Boom        | Belkin Pro Cycling      | +1"       |
| 3                   | Zdeněk Štybar    | Omega Pharma-Quick-Step | +3"       |
|                     |                  |                         |           |
| 5                   | Philippe Gilbert | BMC Racing Team         | +4"       |

### 4e etappe
| Essen - Nieuwkuijk (169,6 km) |                 |                    |          |
| Plaats                        | Naam            | Ploeg              | Tijd     |
| Winnaar                       | André Greipel   | Lotto-Belisol      | 3u47'35" |
| 2                             | Giacomo Nizzolo | RadioShack-Leopard | z.t.     |
| 3                             | Lars Boom       | Belkin Pro Cycling | z.t.     |
|                               |                 |                    |          |
| 7                             | Jens Keukeleire | Orica-GreenEdge    | z.t.     |

| Algemeen klassement |                  |                    |           |
| Plaats              | Naam             | Ploeg              | Tijd      |
| Witte trui          | Lars Boom        | Belkin Pro Cycling | 16u06'14" |
| 2                   | André Greipel    | Lotto-Belisol      | + 1"      |
| 3                   | Arnaud Démare    | FDJ.fr             | + 3"      |
|                     |                  |                    |           |
| 5                   | Philippe Gilbert | BMC Racing Team    | + 7"      |

### 5e etappe
| Sittard-Geleen - Sittard-Geleen (13,2 km (ITR)) |                  |                         |        |
| Plaats                                          | Naam             | Ploeg                   | Tijd   |
| Winnaar                                         | Sylvain Chavanel | Omega Pharma-Quick-Step | 16'04" |
| 2                                               | Tom Dumoulin     | Argos-Shimano           | + 4"   |
| 3                                               | Jesse Sergent    | RadioShack-Leopard      | z.t.   |
|                                                 |                  |                         |        |
| 20                                              | Philippe Gilbert | BMC Racing Team         | + 31"  |

| Algemeen klassement |                  |                         |           |
| Plaats              | Naam             | Ploeg                   | Tijd      |
| Witte trui          | Lars Boom        | Belkin Pro Cycling      | 16u22'39" |
| 2                   | Sylvain Chavanel | Omega Pharma-Quick-Step | +4"       |
| 3                   | Tom Dumoulin     | Argos-Shimano           | +8"       |
|                     |                  |                         |           |
| 6                   | Philippe Gilbert | BMC Racing Team         | +18"      |

### 6e etappe
| Riemst - Aywaille (150 km) |                    |                         |          |
| Plaats                     | Naam               | Ploeg                   | Tijd     |
| Winnaar                    | David López García | Sky ProCycling          | 3u51'10" |
| 2                          | Zdeněk Štybar      | Omega Pharma-Quick-Step | + 2"     |
| 3                          | Maciej Paterski    | Cannondale              | z.t.     |
| 4                          | Tom Dumoulin       | Argos-Shimano           | + 4"     |
| 5                          | Jan Bakelants      | RadioShack-Leopard      | z.t.     |

| Algemeen klassement |               |                         |           |
| Plaats              | Naam          | Ploeg                   | Tijd      |
| Witte trui          | Tom Dumoulin  | Argos-Shimano           | 20u14'01" |
| 2                   | Zdeněk Štybar | Omega Pharma-Quick-Step | + 8"      |
| 3                   | Andrij Hryvko | Astana Pro Team         | + 24"     |
|                     |               |                         |           |
| 4                   | Jan Bakelants | RadioShack-Nissan       | + 29"     |

### 7e etappe
| Tienen - Geraardsbergen (208 km) |                   |                             |          |
| Plaats                           | Naam              | Ploeg                       | Tijd     |
| Winnaar                          | Zdeněk Štybar     | Omega Pharma-Quick-Step     | 5u00'04" |
| 2                                | Ian Stannard      | Sky ProCycling              | + 4"     |
| 3                                | Lars Boom         | Belkin Pro Cycling          | + 12"    |
|                                  |                   |                             |          |
| 10                               | Laurens De Vreese | Topsport Vlaanderen-Baloise | + 25"    |

## Eindklassementen
| Plaats     | Naam             | Ploeg                   | Tijd      |
| ---------- | ---------------- | ----------------------- | --------- |
| Witte trui | Zdeněk Štybar    | Omega Pharma-Quick-Step | 25u14'05" |
| 2          | Tom Dumoulin     | Argos-Shimano           | + 26"     |
| 3          | Andrij Hryvko    | Astana Pro Team         | + 50"     |
| 4          | Jan Bakelants    | RadioShack-Nissan       | + 55"     |
| 5          | Daryl Impey      | Orica-GreenEdge         | z.t.      |
| 6          | Sylvain Chavanel | Omega Pharma-Quick-Step | + 1'20"   |
| 7          | Wilco Kelderman  | Belkin Pro Cycling      | + 1'32"   |
| 8          | Pieter Weening   | Orica-GreenEdge         | + 1'34"   |
| 9          | Maksim Iglinski  | Astana Pro Team         | + 2'07"   |
| 10         | Maxime Monfort   | RadioShack-Nissan       | + 2'14"   |

| Plaats    | Naam              | Ploeg                       | Punten |
| --------- | ----------------- | --------------------------- | ------ |
| Rode trui | Lars Boom         | Belkin Pro Cycling          | 100    |
| 2         | André Greipel     | Lotto-Belisol               | 99     |
| 3         | Zdeněk Štybar     | Omega Pharma-Quick-Step     | 85     |
|           |                   |                             |        |
| 7         | Laurens De Vreese | Topsport Vlaanderen-Baloise | 41     |

| Plaats      | Naam              | Ploeg                       | Punten |
| ----------- | ----------------- | --------------------------- | ------ |
| Zwarte trui | Laurens De Vreese | Topsport Vlaanderen-Baloise | 66     |
| 2           | Matthew Hayman    | Sky ProCycling              | 36     |
| 3           | Pieter Jacobs     | Topsport Vlaanderen-Baloise | 30     |
|             |                   |                             |        |
| 13          | Pim Ligthart      | Vacansoleil-DCM             | 10     |